# 石川宏千花
石川 宏千花（いしかわ ひろちか、女性、1969年 - ）は、日本の児童文学作家。

## 略歴
女子美術大学芸術学部卒業。テレビ番組の美術製作業などを経て執筆活動に入る。
2007年、『ユリエルとグレン』で第48回講談社児童文学新人賞佳作を受賞。2010年、同作で日本児童文学者協会新人賞を受賞。2021年、『拝啓パンクスノットデッドさま』で第61回日本児童文学者協会賞を受賞。

## 著書
- 「ユリエルとグレン」（講談社）

1. 『ユリエルとグレン(1) 闇に噛まれた兄弟』 2008
2. 『ユリエルとグレン(2) ウォーベック家の人々』 2008
3. 『ユリエルとグレン(3) 光と闇の行方』 2009

- 『UFOはまだこない』（講談社） 2011
- 「超絶不運少女」（深山和香絵、講談社、青い鳥文庫）

1. 『超絶不運少女 1 ついてないにもほどがある!』 2011
2. 『超絶不運少女 2 ここはどこ? わたしはだれ?』 2011
3. 『超絶不運少女 3 運命って…運命って!』 2012

- 「お面屋たまよし」（講談社）

1. 『お面屋たまよし』 2012、のち文庫
2. 『お面屋たまよし 彼岸ノ祭』 2013、のち文庫
3. 『お面屋たまよし 不穏ノ祭』 2013
4. 『お面屋たまよし 七重ノ祭』 2015
5. 『お面屋たまよし 流浪ノ祭』 2016

- 『天空町のクロネ 知りたがりの死神見習い』（深山和香絵、講談社、青い鳥文庫） 2012
- 『密話』（講談社） 2012
- 『妖怪の弟はじめました』（イケダケイスケ絵、講談社） 2014
- 『死神うどんカフェ1号店』1杯目 - 6杯目（講談社） 2014 - 2015
- 『死神うどんカフェ1号店 別腹編☆』（講談社） 2016
- 『少年Nのいない世界』01 - 05（講談社タイガ） 2016 - 2018
- 『少年Nの長い長い旅』01 - 05（岩本ゼロゴ画、講談社） 2016 - 2018
- 「二ノ丸くんが調査中」（うぐいす祥子絵、偕成社） 2016

1. 『二ノ丸くんが調査中』
2. 『二ノ丸くんが調査中 黒目だけの子ども』 2017
3. 『二ノ丸くんが調査中 天狗さまのお弟子とり』 2019

- 「墓守りのレオ」（小学館）

1. 『墓守りのレオ』 2016
2. 『墓守りのレオ ビューティフル・ワールド』 2018

- 『わたしが少女型ロボットだったころ』（偕成社） 2018
- 『空飛ぶくじら部』（PHP研究所） 2019
- 『青春ノ帝国』（あすなろ書房） 2020
- 『拝啓パンクスノットデッドさま』（西川真以子装画・挿絵、くもん出版） 2020
- 『メイド イン 十四歳』（講談社） 2020
- 『見た目レンタルショップ 化けの皮』（小学館） 2020
- 『保健室には魔女が必要』（赤絵、偕成社）

1. 『保健室には魔女が必要』 2022
2. 『保健室には魔女が必要 MMMの息子』 2024

- 『化け之島初恋さがし三つ巴』1 - 3（講談社、YA! ENTERTAINMENT） 2022 - 2024
- 『G65』（さ・え・ら書房） 2023
- 『電子仕掛けのラビリンス』（理論社） 2024
- 『ヤングタイマーズのお悩み相談室』（飯田研人絵、くもん出版） 2024
- 『おはなし日本文化　能・狂言　お能探偵ノーと謎の博物館』(かない絵、講談社)　2025

### 共著
- 『ひとりって、こわい!』（石崎洋司編・作、香谷美季, ひろのみずえ, 藤野恵美共作、講談社） 2012
- 『告白』（小林深雪, 如月かずさ, 福田隆浩, 河合二湖共著、講談社、YA!アンソロジー） 2012
- 『卒業』（小林深雪, 河合二湖, 如月かずさ, 福田隆浩共著、講談社、YA!アンソロジー） 2012
- 『エール = YELL』（はやみねかおる, 濱野京子, 風野潮, 香坂直共著、講談社、YA!アンソロジー） 2013
- 『迷宮ヶ丘五丁目 瓶詰め男』（日本児童文学者協会編、偕成社） 2013
- 『迷宮ヶ丘七丁目 虫が、ぶうん』（日本児童文学者協会編、偕成社） 2014
- 『あまからすっぱい物語 2 おとなの味』（日本児童文学者協会編、小学館） 2016
- 『名作転生 3 主役コンプレックス 』（田丸雅智, 粟生こずえ, 小松原宏子, 巣山ひろみ共著、学研プラス） 2017
- 『女の子たちのぼうけん 1 いつも勇気があってオシャレな女の子』（いとうみく, 山本悦子, 令丈ヒロ子, 吉野万理子共著、結布絵、岩崎書店） 2022
- 『てのひら怪談 見てはいけない』（朝宮運河編・著、ポプラ社） 2023
- 『1話10分 恋愛文庫』（一般社団法人 日本児童文芸家協会編、新星出版社） 2023
- 『もし、自分が平凡だと感じたら (人とのつながりこんなときは)』（おおぎやなぎちか、杉成恵佳、イノウエミホコ、工藤純子共著、日本児童文学者協会編、カシワイ絵、偕成社)　2025